# Великая Кондратовка
Великая Кондратовка (укр. Велика Кіндратівка) — село, относится к Подольскому району Одесской области Украины.
Население по переписи 2001 года составляло 249 человек. Почтовый индекс — 66370. Телефонный код — 4862. Занимает площадь 1,06 км². Код КОАТУУ — 5122982502.

## Местный совет
66370, Одесская обл., Подольский район, с. Качуровка